# La Quinta (Amerikai Egyesült Államok)
La Quinta település Kaliforniában, Riverside megyében, Indian Wells és Indio között.

## Története
La Quinta őslakosai a vadászó-gyűjtögető életmódot folytató kahuilja indiánok voltak, akik kutakat is ástak maguknak. A kahuilja indiánok még ma is élnek.
Az első vonatjárat Los Angeles és Indio között 1876-ban indult. Így a La Quinta-i földművesek el tudták juttatni terményüket (datolyát, csemegekukoricát, hagymát, szőlőt) a városokba. 
Ahogy könnyebben el lehetett jutni La Quintába Los Angeles lakói gyakrabban utaztak La Quintába. La Quinta 1982. május 1-jén kapott városi jogokat, nevét a városban található La Quinta Resortról kapta.

## Földrajz
La Quinta területe 92 km², amiből 91 km² szárazföld és 1 km² víz. A város tengerszint feletti magassága 0-20 méter.
A város nagyon közel van a Szent András-törésvonalhoz, így gyakoriak a földrengések.

### Éghajlat
La Quinta éghajlatát jelentősen befolyásolják az őt körülvevő 2000 méternél is magasabb hegyek. Az éves átlagos maximum hőmérséklet 32°, az átlagos minimum hőmérséklet 17°.

## Demográfia
2010-ben La Quinta népessége 37 467 fő volt. A lakosság rasszok szerinti megoszlása: 78,7% fehér, 1,9% afroamerikai, 3,1% ázsiai, 0,6% őslakos, 12,3% egyéb rasszból származó és 3,3% két-, vagy több rasszból származó.

## Oktatás

### Általános iskolák
- John Adams Általános Iskola
- Benjamin Franklin Általános Iskola
- Harry S. Truman Általános Iskola
- Amelia Earhart Általános Iskola
- George Washington Carver Általános Iskola

### Középiskolák
- Summit Középiskola
- La Quinta Középiskola
- Horizon Középiskola

## Közlekedés
A városon áthalad a SunLine Közlekedési Vállalat néhány járata.